# Cremastus prostatus
Cremastus prostatus là một loài tò vò trong họ Ichneumonidae.